# Miss Universo 2014
Miss Universo 2014 è stata la sessantatreesima edizione del concorso di bellezza Miss Universo. Si è tenuto il 25 gennaio 2015 presso la FIU Arena della Florida International University di Miami, in Florida (Stati Uniti d'America). Alla gara hanno partecipato 88 ragazze rappresentanti di altrettanti Paesi e territori.
La venezuelana Gabriela Isler, detentrice del titolo uscente, ha incoronato la nuova Miss Universo Paulina Vega, della Colombia, alla fine dell'evento.

## Risultati
| Risultato finale   | Concorrente |
| ------------------ | --- |
| Miss Universo 2014 | - Colombia – Paulina Vega |
| 2ª classificata    | - Stati Uniti – Nia Sanchez |
| 3ª classificata    | - Ucraina – Diana Harkusha |
| 4ª classificata    | - Paesi Bassi – Yasmin Verheijen |
| 5ª classificata    | - Giamaica – Kaci Fennell |
| Top 10             | - Argentina – Valentina Ferrer - Australia – Tegan Martin - Filippine – Mary Jean Lastimosa - Spagna – Desirée Cordero - Venezuela – Migbelis Castellanos |
| Top 15             | - Brasile – Melissa Gurgel - Francia – Camille Cerf - India - Noyonita Lodh - Indonesia - Elvira Devinamira - Italia – Valentina Bonariva                 |

### Premi speciali
| Premio                | Concorrente                     |
| --------------------- | ------------------------------- |
| Best National Costume | - Indonesia – Elvira Devinamira |
| Miss Congeniality     | - Nigeria – Queen Celestine     |
| Miss Photogenic       | - Porto Rico – Gabriela Berrios |

### Best in National Costume
| Risultati finali | Concorrente |
| ---------------- | --- |
| Vincitrice       | - Indonesia – Elvira Devinamira                                                                                  |
| Top 5            | - Argentina – Valentina Ferrer - Canada – Chanel Beckenlehner - Germania – Josefin Donat - India – Noyonita Lodh |

## Giudici

### Fase preliminare
- Lloyd Boston – esperto di moda, personaggio televisivo e giornalista[2]
- Azucena Cierco – attrice
- Jeneine Doucette-White
- Michelle McLean – Miss Universo 1992 dalla Namibia
- Jimmy Nguyen
- Corinne Nicolas
- Tyler Tixier

### Fase finale
- Kristin Cavallari – attrice, personaggio televisivo e fashion designer statunitense
- William Levy – modello e attore cubano
- Manny Pacquiao – pugile filippino
- Louise Roe – conduttrice televisivo e giornalista inglese
- Lisa Vanderpump – personaggio televisivo inglese
- Emilio Estefan – musicista e produttore discografico cubano
- DeSean Jackson – giocatore di football americano statunitense
- Nina Garcia – giornalista colombiana
- Rob Dyrdek – attore e personaggio televisivo statunitense
- Giancarlo Stanton – giocatore di baseball statunitense

## Musiche di sottofondo
- Musica di apertura: Uptown Funk di Mark Ronson featuring Bruno Mars
- Introduzione: LALINEA band (dal vivo)
- Sfilata in costume da bagno: Darte un beso e Stuck on a Feeling di Prince Royce (dal vivo)
- Sfilata in abito da sera: Chains, Jealous e Teacher di Nick Jonas (dal vivo)
- Final Look: Finest Hour e Fire di Gavin DeGraw (dal vivo)

## Concorrenti
| Nazione/territorio        | Concorso di provenienza        | Concorrente             | Età | Città               |
| ------------------------- | ------------------------------ | ----------------------- | --- | ------------------- |
| Albania                   | Miss Albania                   | Zhaneta Byberi          | 19  | Tirana              |
| Angola                    | Miss Angola                    | Zuleica Wilson          | 21  | Cabinda             |
| Aruba                     | Miss Aruba                     | Digene Zimmerman        | 21  | Oranjestad          |
| Australia                 | Miss Australia                 | Tegan Martin            | 23  | Newcastle           |
| Austria                   | Miss Austria                   | Julia Furdea            | 20  | Linz                |
| Bahamas                   | Miss Bahamas                   | Tomii Culmer            | 24  | Freeport            |
| Belgio                    | Miss Belgio                    | Anissa Blondin          | 22  | Bruxelles           |
| Birmania                  | Miss Birmania                  | Sharr Htut Eaindra      | 20  | Yangon              |
| Bolivia                   | Miss Bolivia                   | Claudia Tavel           | 25  | Santa Cruz          |
| Brasile                   | Miss Brasile                   | Melissa Gurgel          | 20  | Fortaleza           |
| Bulgaria                  | Miss Bulgaria                  | Kristina Georgieva      | 23  | Sofia               |
| Canada                    | Miss Canada                    | Chanel Beckenlehner     | 27  | Caledon             |
| Cile                      | Miss Cile                      | Hellen Marlene Toncio   | 20  | Rancagua            |
| Cina                      | Miss Cina                      | Yanliang Hu             | 24  | Pechino             |
| Colombia                  | Miss Colombia                  | Paulina Vega            | 22  | Barranquilla        |
| Corea del Sud             | Miss Corea                     | Yoo Ye-Bin              | 22  | Taegu               |
| Costa Rica                | Miss Costa Rica                | Karina Ramos            | 21  | San José            |
| Croazia                   | Miss Croazia                   | Ivana Mišura            | 26  | Zagabria            |
| Curaçao                   | Miss Curaçao                   | Laurien Angelista       | 27  | Willemstad          |
| Ecuador                   | Miss Ecuador                   | Alejandra Argudo        | 22  | Portoviejo          |
| Egitto                    | Miss Egitto                    | Lara Debbane            | 21  | Il Cairo            |
| El Salvador               | Miss El Salvador               | Patricia Murillo        | 22  | Juayúa              |
| Etiopia                   | Miss Etiopia                   | Hiwot Mamo              | 24  | Addis Ababa         |
| Filippine                 | Miss Filippine                 | Mary Jean Lastimosa     | 24  | Tulunan             |
| Finlandia                 | Miss Finlandia                 | Bea Toivonen            | 22  | Kerava              |
| Francia                   | Miss Francia                   | Camille Cerf            | 20  | Coulogne            |
| Gabon                     | Miss Gabon                     | Maggaly Nguema          | 21  | Libreville          |
| Georgia                   | Miss Georgia                   | Ana Zubashvili          | 22  | Tbilisi             |
| Germania                  | Miss Germania                  | Josefin Donat           | 21  | Lipsia              |
| Ghana                     | Miss Ghana                     | Abena Appiah            | 21  | Accra               |
| Giamaica                  | Miss Giamaica                  | Kaci Fennell            | 23  | Kingston            |
| Giappone                  | Miss Giappone                  | Keiko Tsuji             | 26  | Nagasaki            |
| Gran Bretagna             | Miss Gran Bretagna             | Grace Levy              | 25  | Londra              |
| Grecia                    | Miss Grecia                    | Ismini Dafopoulou       | 26  | Atene               |
| Guam                      | Miss Guam                      | Brittany Bell           | 27  | Barrigada           |
| Guatemala                 | Miss Guatemala                 | Ana Luisa Montufar      | 21  | Città del Guatemala |
| Guyana                    | Miss Guyana                    | Niketa Barker           | 24  | Georgetown          |
| Haiti                     | Miss Haiti                     | Christie Desir          | 25  | Port-au-Prince      |
| Honduras                  | Miss Honduras                  | Gabriela Ordoñez        | 21  | Comayagua           |
| India                     | Miss India                     | Noyonita Lodh           | 22  | Bangalore           |
| Indonesia                 | Miss Indonesia                 | Elvira Devinamira       | 21  | Surabaya            |
| Irlanda                   | Miss Irlanda                   | Lisa Madden             | 23  | Cork                |
| Isole Vergini Britanniche | Miss Isole Vergini britanniche | Jaynene Jno Lewis       | 26  | Tortola             |
| Israele                   | Miss Israele                   | Doron Matalon           | 21  | Beit Aryeh-Ofarim   |
| Italia                    | Miss Universo Italia           | Valentina Bonariva      | 25  | Solaro              |
| Kazakistan                | Miss Kazakistan                | Aiday Issayeva          | 25  | Almaty              |
| Kenya                     | Miss Kenya                     | Gaylyne Ayugi           | 21  | Nairobi             |
| Kosovo                    | Miss Kosovo                    | Artnesa Krasniqi        | 23  | Pristina            |
| Libano                    | Miss Libano                    | Saly Greige             | 25  | El Koura            |
| Lituania                  | Miss Lituania                  | Patricija Belousova     | 19  | Vilnius             |
| Malaysia                  | Miss Malesia                   | Sabrina Beneett         | 24  | Subang Jaya         |
| Mauritius                 | Miss Mauritius                 | Pallavi Gungaram        | 21  | Vacoas-Phoenix      |
| Messico                   | Miss Messico                   | Josselyn Garciglia      | 24  | La Paz              |
| Nicaragua                 | Miss Nicaragua                 | Marline Barberena       | 27  | Chichigalpa         |
| Nigeria                   | Miss Nigeria                   | Queen Celestine         | 22  | Lagos               |
| Norvegia                  | Miss Norvegia                  | Elise Dalby             | 19  | Hamar               |
| Nuova Zelanda             | Miss Nuova Zelanda             | Rachel Millns           | 24  | Wellington          |
| Paesi Bassi               | Miss Paesi Bassi               | Yasmin Verheijen        | 21  | Amsterdam           |
| Panama                    | Miss Panamá                    | Yomatzy Hazlewood       | 23  | Panama              |
| Paraguay                  | Miss Paraguay                  | Sally Jara              | 21  | San Lorenzo         |
| Perù                      | Miss Perù                      | Jimena Espinoza         | 26  | Lima                |
| Polonia                   | Miss Polonia                   | Marcela Chmielowska     | 23  | Varsavia            |
| Porto Rico                | Miss Porto Rico                | Gabriela Berrios        | 24  | San Juan            |
| Portogallo                | Miss Portogallo                | Patrícia Da Silva       | 25  | Espinho             |
| Rep. Ceca                 | Miss Repubblica Ceca           | Gabriela Franková       | 21  | Brno                |
| Rep. Dominicana           | Miss Repubblica Dominicana     | Kimberly Castillo       | 26  | Higüey              |
| Russia                    | Miss Russia                    | Yulia Alipova           | 24  | Mosca               |
| Saint Lucia               | Miss Santa Lucia               | Roxanne Didier-Nicholas | 23  | Castries            |
| Serbia                    | Miss Serbia                    | Andjelka Tomašević      | 21  | Belgrado            |
| Singapore                 | Miss Singapore                 | Rathi Menon             | 24  | Singapore           |
| Slovacchia                | Miss Slovacchia                | Silvia Prochádzková     | 23  | Bratislava          |
| Slovenia                  | Miss Slovenia                  | Urška Bračko            | 22  | Maribor             |
| Spagna                    | Miss Spagna                    | Desirée Cordero         | 22  | Siviglia            |
| Sri Lanka                 | Miss Sri Lanka                 | Avanti Page             | 25  | Colombo             |
| Stati Uniti               | Miss USA                       | Nia Sanchez             | 24  | Las Vegas           |
| Sudafrica                 | Miss Sudafrica                 | Ziphozakhe Zokufa       | 23  | Eastern Cape        |
| Svezia                    | Miss Svezia                    | Camilla Hansson         | 26  | Stoccolma           |
| Svizzera                  | Miss Svizzera                  | Zoé Metthez             | 21  | Neuchâtel           |
| Tanzania                  | Miss Tanzania                  | Nale Boniface           | 22  | Dodoma              |
| Thailandia                | Miss Thailandia                | Pimbongkod Chankaew     | 20  | Bangkok             |
| Trinidad e Tobago         | Miss Trinidad e Tobago         | Jevon King              | 26  | Diego Martin        |
| Turchia                   | Miss Turchia                   | Dilan Çiçek Deniz       | 20  | Istanbul            |
| Turks e Caicos            | Miss Turks e Caicos            | Shanice Williams        | 22  | Grand Turk          |
| Ucraina                   | Miss Ucraina                   | Diana Harkusha          | 20  | Charkiv             |
| Ungheria                  | Miss Ungheria                  | Henrietta Kalemen       | 21  | Budapest            |
| Uruguay                   | Miss Uruguay                   | Johana Riva             | 24  | Montevideo          |
| Venezuela                 | Miss Venezuela                 | Migbelis Castellanos    | 19  | Cabimas             |

### Ritorni
- Ultima partecipazione nel 2005: 
  -  Kenya
- Ultima partecipazione nel 2011: 
  -  Egitto
  -  Portogallo
- Ultima partecipazione nel 2012: 
  -  Albania
  -  Georgia
  -  Irlanda
  -  Kosovo
  -  Saint Lucia
  -  Uruguay

### Ritiri
- Azerbaigian
- Botswana
- Danimarca
- Estonia
- Namibia
- Romania
- Vietnam

### Sostituzioni
- Belgio: Laurence Langen è stata sostituita da Anissa Blondin
- Cina: Nora Xu è stata sostituita da Yanliang Hu
- Sudafrica: Rolene Strauss, già eletta Miss Mondo 2014, è stata sostituita da Ziphozakhe Zokufa
- Tanzania: Carolyne Bernard è stata sostituita da Nale Boniface
- Thailandia: Weluree Ditsayabut è stata sostituita da Pimbongkod Chankaew
- Ucraina: Anna Andres è stata sostituita da Diana Harkusha

### Designazioni
- Etiopia: Hiwot Mamo
- Grecia: Ismini Dafopoulou
- Haiti: Christie Desir
- Polonia: Marcela Chmielowska
- Svizzera: Zoé Metthez

### Crossover
Tra le concorrenti che hanno già partecipato ad altri concorsi:
Miss Mondo
- 2014:  Austria - Julia Furdea
- 2014:  Belgio - Anissa Blondin
- 2014:  Georgia - Ana Zubashvili
- 2014:  Libano - Saly Greige
- 2015:  Francia - Camille Cerf

Miss International
- 2009:  Canada - Chanel Beckenlehner (Top 15)
- 2011:  Portogallo - Patrícia Da Silva
- 2014:  Gabon - Maggaly Nguema
- 2014:  Haiti - Christie Desir

Miss Terra
- 2011:  Guatemala - Ana Luisa Montufar
- 2012:  Svezia - Camilla Hansson
- 2013:  Serbia - Andjelka Tomasevic
- 2014:  Tanzania - Nale Boniface

Miss Continente Americano
- 2010:  Canada - Chanel Beckenlehner

Miss Grand International
- 2014:  Etiopia - Hiwot Mamo (2ª classificata)

Miss Italia nel mondo
- 2010:  Rep. Dominicana - Kimberly Castillo (Vincitrice)

Miss Atlántico Internacional
- 2008:  Uruguay - Johana Riva (Top 15)
- 2010:  Uruguay - Johana Riva

Miss USA
- 2010:  Guam - Brittany Bell

Nuestra Belleza Latina
- 2013:  Nicaragua - Marline Barberena

World Miss University
- 2008:  Perù – Jimena Espinoza
- 2011:  Slovenia – Urška Bračko

Reina Hispanoamericana
- 2013:  Bolivia - Claudia Tavel (6ª classificata)

Britain's Next Top Model
- 2012:  Irlanda - Lisa Madden

Reina Mundial del Banano
- 2011:  Stati Uniti - Nia Sanchez

Miss ASEAN
- 2012:  Filippine - Mary Jean Lastimosa (Top 10)

Asia New Face Model
- 2011:  Malaysia -  Sabrina Beneett (Top 6)

World Next Top Model
- 2013:  Ecuador - Alejandra Argudo